# SMS Kronprinz (1867)
Kronprinz var et af de tre store panserskibe, der blev bestilt af Preussen til den flåde, der skulle beskytte kysterne i det nyoprettede nordtyske forbund. Forbundet havde ikke selv værftskapacitet og ekspertise til at bygge panserfregatter, så de blev bestilt i England og Frankrig. Da det tyske kejserrige blev dannet i 1871 fulgte de med over i den kejserlige flåde. Skibets navn betyder "kronprins", og refererer til Wilhelm 1.'s søn Frederik, den senere Frederik 3.

## Konstruktionen
Skibet blev bestilt i England og bygget i London efter tegninger udarbejdet af Edward Reed, der på den tid var chefkonstruktør for Royal Navy. Det var et solidt jernskib, der præsterede mange års tjeneste. Oprindeligt var det planlagt med 32 styk 72-punds kanoner. Udviklingen i artilleriet betød, at man i stedet valgte at udstyre det med 16 kraftige 21 cm kanoner, hvoraf de 14 stod i bredsiden (med syv i hver side) mens de sidste to var anbragt henholdsvis for og agter. Som de fleste af tidens øvrige panserskibe var det udstyret med vædderstævn. Kronprinz blev afleveret fra værftet i september 1867 og blev dermed det første store tyske panserskib. Maskineriets ydeevne angives i nogle kilder som svarende til 14,5 knob, mens andre siger 12 knob.

## Tjeneste
I 1869 var de tre tyske panserskibe Friedrich Carl, König Wilhelm og Kronprinz for første gang sammen på øvelsessejlads i Østersøen. I 1870 var de tre skibe på et længere togt, og anløb blandt andet Azorerne. Eskadren blev ledet af flådechefen prins Adalbert, der var sønnesøn af den preussiske kong Frederik Wilhelm 2. Da der midt under turen kom melding om, at det trak op til krig mellem de tyske stater og Frankrig, måtte eskadren haste hjem, for at undgå den langt større franske flåde, og skibene nåede tilbage til flådebasen ved Wilhelmshaven den 16. juli 1870 – tre dage før krigens udbrud.
I 1902 ophørte tjenesten som krigsskib, og Kronprinz lå stationært i Kiel frem til salg og ophugning i 1921.